# Itäisen Suomenlahden saaristo ja vedet
Itäisen Suomenlahden saaristo ja vedet este o arie protejată (arie specială de conservare — SAC, sit de importanță comunitară — SCI, arie de protecție specială avifaunistică — SPA) din Finlanda întinsă pe o suprafață de 95.628 ha, integral pe uscat.

## Localizare
Centrul sitului Itäisen Suomenlahden saaristo ja vedet este situat la coordonatele 60°17′44″N 27°07′24″E / 60.2956°N 27.1233°E.

## Înființare
Situl Itäisen Suomenlahden saaristo ja vedet a fost declarat sit de importanță comunitară în august 1998 pentru a proteja 27 de specii de animale. Alte tipuri de protecție:
- arie de protecție specială avifaunistică (în august 1998)[2]
- arie specială de conservare (în aprilie 2015)[1][3][4]

## Biodiversitate
Situată în ecoregiunea boreală, aria protejată conține 23 de habitate naturale: Bancuri de nisip acoperite în permanență slab de apă marină, Lagune de coastă, Recifuri, Vegetație anuală la limita mareei, Vegetație perenă pe țărmurile stâncoase, Faleze cu vegetație de pe coastele atlantice și baltice, Insule esker baltice, cu vegetație a plajelor nisipoase, stâncoase și cu galeți, precum și cu vegetație sublitorală, Insulițe și insule mici din Baltica boreală, Pășuni de coastă din Baltica boreală, Litoraluri nisipoase din Baltica boreală cu vegetație perenă, Dune mobile de-a lungul țărmului cu Ammophila arenaria („dune albe”), Dune de coastă fixe cu vegetație erbacee („dune gri”), Dune fixe decalcificate cu Empetrum nigrum, Dune împădurite din regiunile atlantică, continentală și boreală, Pajiști fino-scandinave uscate până la mezice, bogate în specii de altitudine mică, Fânețe de joasă altitudine (Alopecurus pratensis, Sanguisorba officinalis), Mlaștini turboase de tranziție și turbării mișcătoare, Pante stâncoase silicioase cu vegetație casmofită, Taiga vestică, Păduri fino-scandinave bogate în ierburi cu Picea abies, Păduri de conifere pe eskere fluvioglaciare sau legate la acestea, Păduri caducifoliate de mlaștină fino-scandinave, Mlaștini împădurite.
La baza desemnării sitului se află mai multe specii protejate:
- păsări (25): alca (Alca torda), pietruș (Arenaria interpres), Aythya marila, Branta leucopsis, buha (Bubo bubo), caprimulg (Caprimulgus europaeus), Cepphus grylle, ciocănitoare neagră (Dryocopus martius), șoim de iarnă (Falco columbarius), șoim călător (Falco peregrinus), șoimul rândunelelor (Falco subbuteo), muscar (Ficedula parva), pescăriță mare (Hydroprogne caspia), sfrâncioc roșiatic (Lanius collurio), Larus fuscus fuscus, ciocârlie de pădure (Lullula arborea), Lyrurus tetrix tetrix, rață catifelată (Melanitta fusca), pietrar sur (Oenanthe oenanthe), corcodel-urechiat (Podiceps auritus), eider (Somateria mollissima), chiră de baltă (Sterna hirundo), Sterna paradisaea, călifar alb (Tadorna tadorna), Uria aalge
- mamifere (2): Halichoerus grypus, Pusa hispida botnica

Pe lângă speciile protejate, pe teritoriul sitului au mai fost identificate 2 specii de plante, 5 specii de nevertebrate.